# Monica Blumenthal
Monica Blumenthal, geb. David (* 1. September 1930 in Tübingen; † 16. März 1981 in Pittsburgh) war eine deutsch-US-amerikanische Psychiaterin. Sie lehrte als Professorin an der University of Michigan und der University of Pittsburgh. Schwerpunkte ihrer Forschung waren Gewalt und Aggression sowie Gerontopsychiatrie.

## Leben

### Herkunft und Familie
Monica David kam 1930 als Tochter von Musikwissenschaftler Hans Theodor David und Frances Heidenhain in der deutschen Stadt Tübingen zur Welt. 1936 emigrierte sie mit ihrer Familie in die Vereinigten Staaten und erhielt 1949 die US-amerikanische Staatsbürgerschaft. 1954 heiratete sie Frank S. Blumenthal, mit dem sie einen Sohn und eine Tochter bekam.

### Werdegang
Blumenthal besuchte die High School in Dallas und studierte an der University of Michigan. Sie wurde in die Ehrengesellschaft Phi Beta Kappa aufgenommen. 1952 erlangte sie den Bachelor und im Folgejahr den Master of Science. Anschließend war sie als Research Assistent tätig. 1957 wurde sie Doktor der Medizin (M.D.) und absolvierte das medizinische Praktikum (Internship) am San Francisco General Hospital. Ab 1959 war sie Fellow am National Institute of Mental Health. 1962 wurde sie an der University of California, Berkeley in Physiologie promoviert (Ph.D.). Ihre Dissertation behandelte die Stoffwechselkontrolle und physiologische Bedeutung von Glucokinase in der Leber von Ratten.
Von 1963 bis 1965 absolvierte Blumenthal ihre Assistenzzeit (Residency) am University of Michigan Medical Center. Anschließend lehrte sie als Instructor für Psychiatrie, ab 1967 als Assistant Professor und ab 1972 als Associate Professor an der University of Michigan. 1971/1972 war sie Projektleiterin am dortigen Survey Research Center des Institute for Social Research. 1974/1975 gab sie als Visiting Associate Professor Gastvorlesungen an der Stanford University School of Medicine. 1976 wurde sie zur Professorin für Psychiatrie an der University of Pittsburgh School of Medicine berufen und übernahm außerdem die Leitung des Programms für Gerontopsychiatrie. Im gleichen Jahr nahm sie auch eine (volle) Professur an der University of Michigan an, die sie jedoch 1979 wieder aufgab, um sich auf ihre Aufgaben in Pittsburgh zu konzentrieren.
Monica Blumenthal starb 1981 im Alter von 50 Jahren nach langer Krankheit in ihrer Wohnung in Pittsburgh.

## Forschung
Nach dem Attentat auf Martin Luther King 1968 begann Monica Blumenthal, sich wissenschaftlich mit dem Thema Gewalt und deren sozialen und kulturellen Faktoren auseinanderzusetzen. 1969 leitete sie eine Studie, bei der 1374 männliche US-Amerikaner befragt wurden, wie sie Gewalt definieren und wann diese ihrer Meinung nach gerechtfertigt ist, insbesondere im Zusammenhang mit angestrebter sozialer Kontrolle oder sozialem Wandel. Die Befragungen ergaben unter anderem, dass zwar die meisten Teilnehmer Gewalt grundsätzlich als schlecht bezeichneten, einige jedoch gewalttätige Handlungen nicht als solche einstuften, wenn sie die damit verfolgten Ziele (z. B. Polizeigewalt für Kontrolle oder Demonstrantengewalt für Veränderungen) befürworteten. Die Ergebnisse der Studie veröffentlichte Blumenthal 1972 zusammen mit den Co-Autoren Robert L. Kahn und Frank M. Andrews in der später mehrfach neu aufgelegten Schrift Justifying violence: attitudes of American men. Im gleichen Jahr wurde Blumenthal von der American Psychiatric Association (APA) für ihre herausragende Forschung auf dem Gebiet der Aggression und Gewalt ausgezeichnet.
Später wandte sich Blumenthal verstärkt dem Forschungsgebiet der Gerontopsychiatrie (Alterspsychiatrie) zu. Sie wurde Vorsitzende der Alters-Kommission (Council on Aging) der APA und engagierte sich für Stipendien und Karriereförderung in der Gerontopsychiatrie. Für ihre Mitarbeit an Judy Reemtsmas Dokumentarfilm What Shall We Do About Mother? (1980, Reihe CBS-Reports), der sich mit den emotionalen und finanziellen Problemen mittelständischer Familien beschäftigt, die nach einer Lösung für die Betreuung der alten Generation suchen, wurde sie für einen Emmy nominiert.

## Veröffentlichungen (Auswahl)
- A Study of Some Aspects of the Metabolic Control and Physiological Significance of Rat Liver Glucokinase. Dissertation. University of California, Berkeley, 1962, OCLC 906225001.
- Monica D. Blumenthal, Robert L. Kahn, Frank M. Andrews: Justifying violence: attitudes of American men. Institute for Social Research, the University of Michigan, Ann Arbor 1972, ISBN 0-87944-114-3.
- More about Justifying Violence : Methodological Studies of Attitudes and Behavior. Institute for Social Research, the University of Michigan, Ann Arbor 1975, ISBN 0-87944-191-7.
- Predicting Attitudes toward Violence. In: Science. Vol. 176, No. 4041, 1972, S. 1296–1303, doi:10.1126/science.176.4041.1296.